# Saarmunder Kirche

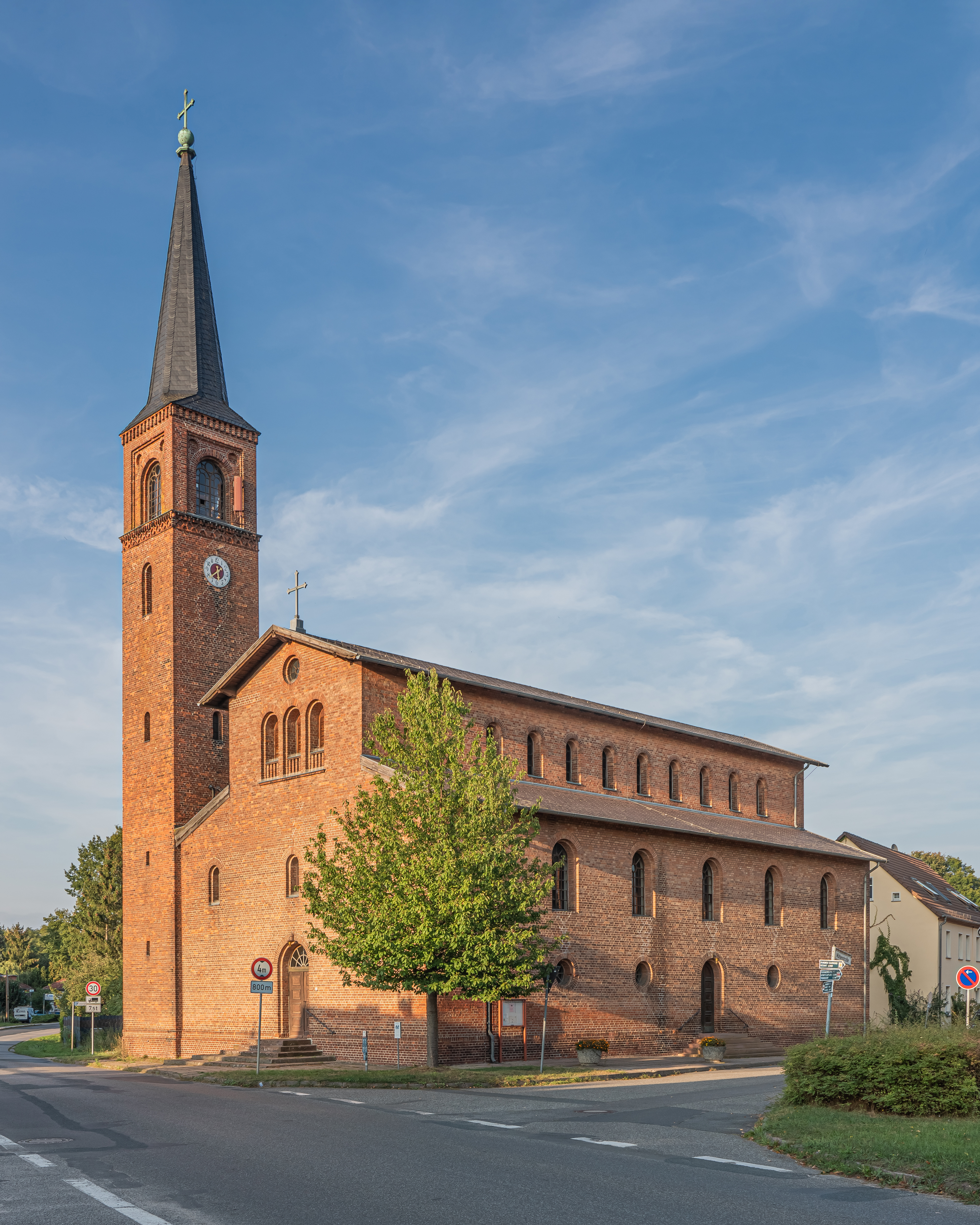
Saarmunder Kirche 2023, eine neue Turmuhr wurde 2016 eingebaut

Die Saarmunder Kirche ist die evangelische Kirche in Saarmund, einem Ortsteil von Nuthetal. Sie befindet sich im Zentrum des Ortes an der Nordseite des ehemaligen Marktplatzes, dessen Südseite vom Friedhof begrenzt wird. Der schlanke rechteckige Turm, der ebenso wie die Kirche aus roten Backsteinen gebaut ist, ist als Landmarke weithin sichtbar.

## Geschichte
Die Kirche wurde als flach gedeckte dreischiffige Basilika in den italienisierenden neuromanischen Formen Potsdamer Prägung in den Jahren 1846–1849 von Friedrich August Stüler nach den Plänen von Ludwig Persius erbaut. Der Vorgängerbau, eine 1792–1794 nach Plänen des Landbaumeisters Johann Christian Friedrich Keferstein errichtete Fachwerkkirche, war 1840 abgebrannt. Ursprünglich sollte das neu zu errichtende Gotteshaus zwei Türme erhalten, aus Kostengründen konnte aber nur der Bau von einem realisiert werden.

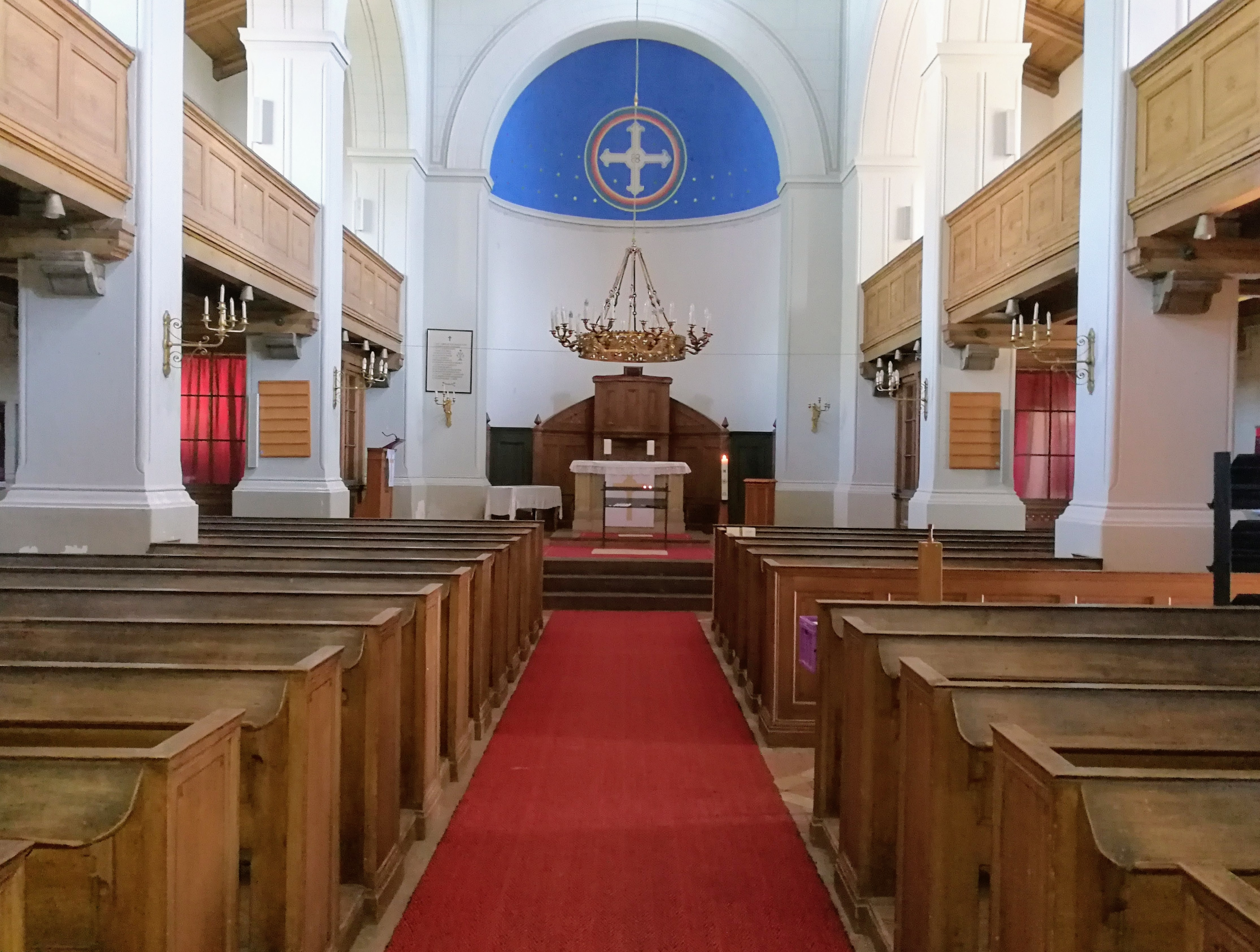
Innenraum

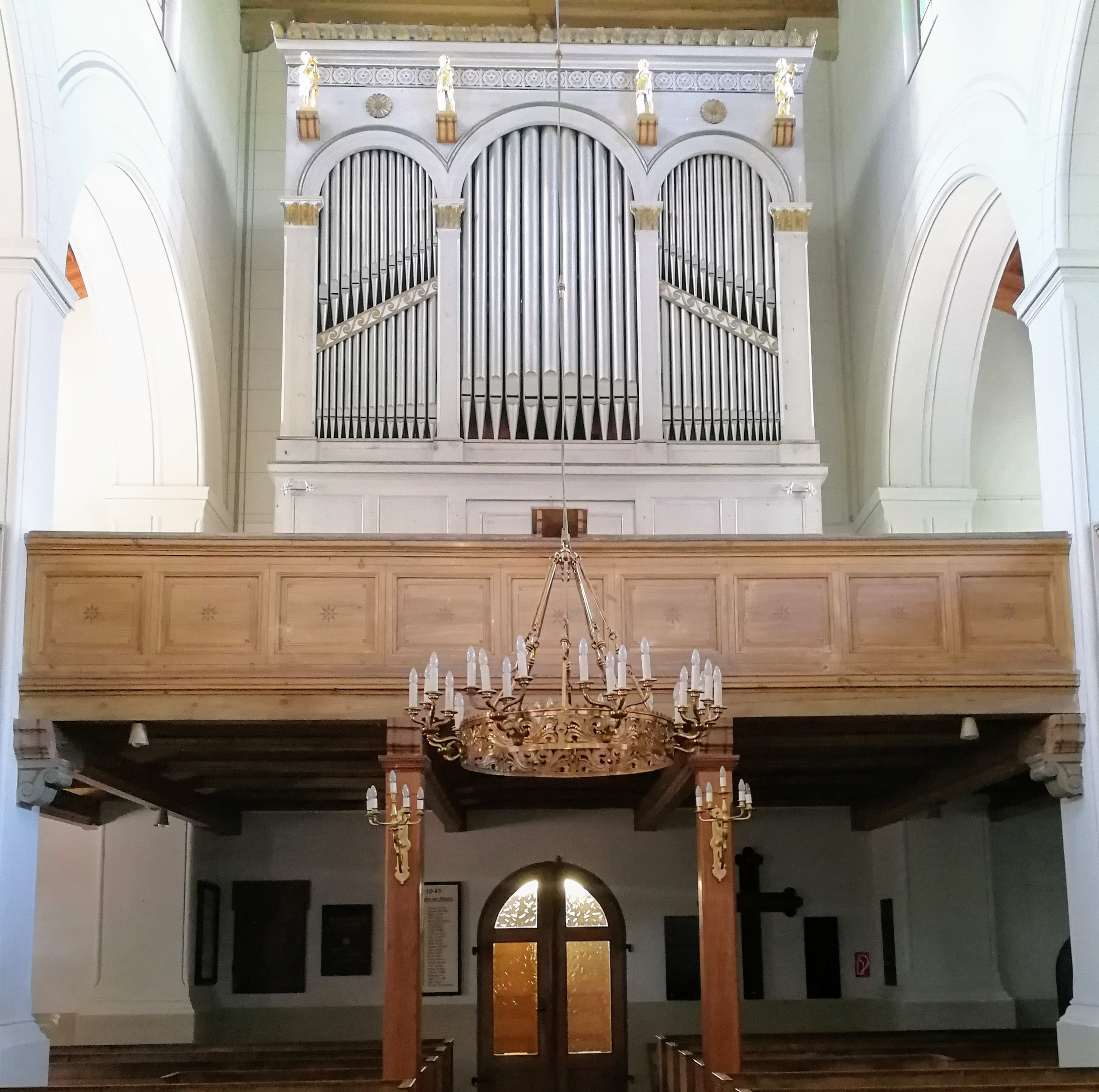
Gesell-Orgel

Der Innenraum besteht aus einem etwa sechs Meter breiten Mittelschiff. Die beiden Seitenschiffe sind jeweils durch fünf Rundbogenarkaden, die auf Pfeilern ruhen, mit dem Mittelschiff verbunden. In den Sichtachsen der Arkaden sind die Fenster angeordnet, die ebenfalls auf Höhe der Empore eine Rundbogenform haben. An der Vorderseite der Seitenschiffe befinden sich zwei in Holz und Glas gefasste Räume, von denen einer als Sakristei dient.
Auf der hufeisenförmigen Empore steht die Orgel aus dem Jahr 1848, die eines der ersten Werke des Potsdamer Orgelbauers Carl Ludwig Gesell war. Die Orgel ersetzte das Vorgängerinstrument aus dem Jahr 1794 von Johann Wilhelm Grüneberg. Ihr Prospekt besteht aus drei Rundbogenfeldern, in denen die Pfeifen der Register Principal 8’ und 4’ angeordnet sind. In den beiden äußeren Feldern sind zwei Pfeifenreihen übereinander angeordnet. Die obere Pfeifenreihe ist nicht spielbar und dient nur der Verzierung. Unterhalb des Frieses befinden sich vier vergoldete Knabenstatuetten, die aus Gipsabgüssen nach Christian Daniel Rauch hergestellt wurden. Die Orgel ist einmanualig und verfügt über sechs Manual- und drei Pedalregister.
In der Glockenstube des Turms befindet sich ein dreistimmiges Geläut. Die Glocken wurden 1924 vom Bochumer Verein für Gußstahlfabrikation gegossen. Jede Glocke trägt eine Inschrift. Die größte die Inschrift: „Ehre sei Gott in der Höhe“, die mittlere: „Friede auf Erde“ und die kleinste: „Den Menschen ein Wohlgefallen“. In den letzten Kriegstagen wurde die Nordwand durch ein Geschoss beschädigt und auch die Turmuhr in Mitleidenschaft gezogen. 2016 konnte eine neue Turmuhr, die nach historischem Vorbild gefertigt wurde, eingeweiht werden. Die Turmuhr wurde aus Spenden der Einwohner und Freunden des Ortes finanziert als Beitrag zur 800-Jahr-Feier des Ortes.
In den Jahren 1909 und 2004 erfolgte eine Renovierung der Innenausmalung. Im Jahre 2001 wurde der obere Teil des überstrichenen Kirchenschiffs freigelegt. 2014 erfolgte eine Neuausmalung der Südseite des Kirchenschiffes. Dabei wurde auf das ursprüngliche Farbkonzept von Ludwig Persius zurückgegriffen wurde.